# Polygala javana
Polygala javana är en jungfrulinsväxtart som beskrevs av Dc.. Polygala javana ingår i släktet jungfrulinssläktet, och familjen jungfrulinsväxter. Inga underarter finns listade i Catalogue of Life.